# Clinton N'Jie
Clinton Mua N'Jie (* 15. srpna 1993 Douala) je kamerunský profesionální fotbalista, který hraje na pozici křídelníka za turecký klub Sivasspor a za kamerunský národní tým.

## Klubová kariéra
S profesionálním fotbalem začínal N'Jie ve francouzském týmu Olympique Lyon v sezóně 2012/13. Svůj první soutěžní gól vstřelil 7. 8. 2014 v odvetě třetího předkola Evropské ligy 2014/15 proti FK Mladá Boleslav, šlo o vítězný gól na konečných 2:1.
V srpnu 2015 přestoupil do anglického klubu Tottenham Hotspur FC, kde podepsal pětiletou smlouvu. Měl se stát náhradou za španělského kanonýra Roberta Soldada, který odešel do španělského týmu Villarreal CF.

## Reprezentační kariéra
Nastupoval v kamerunské reprezentaci U20.
V A-týmu Kamerunu debutoval 6. září 2014 v kvalifikačním utkání proti týmu Demokratické republiky Kongo. K výhře 2:0 přispěl vítězným gólem.
S kamerunskou reprezentací se zúčastnil Afrického poháru národů 2015 a 2017. S kamerunským národním týmem slavil na africkém šampionátu 2017 v Gabonu titul.